# X Bootis
X Bootis är en stjärna som misstänkts vara variabel. Den har dock av allt att döma konstant ljusstyrka. Den har magnitud +9,6 och tillhör stjärnbilden Björnvaktaren.